# Kimber Gabryszak
Kimber Gabryszak (* 2. September 1980) ist eine US-amerikanische Skeletonsportlerin.
Kimber Gabryszak lebt in Park City. Sie gab ihr internationales Debüt 2008 in Park City auf ihrer Heimbahn im Rahmen des Skeleton-America’s-Cup und wurde in ihren ersten Rennen 14. und Achte. Im ersten Teil der Saison 2008/09 startete Gabryszak im Skeleton-Europacup und kam in drei ihrer fünf Rennen auf achte Plätze. In der zweiten Hälfte der Saison stieg die US-Amerikanerin in den Skeleton-Intercontinentalcup auf, kam aber nur einmal in Igls als 18. in vier Saisonrennen unter die besten 20. Auch in der folgenden Saison nahm sie am Intercontinentalcup teil. In zwei ihrer acht Rennen kam sie unter die besten Zehn, bestes Resultat wurde ein achter Platz auf ihrer Hausbahn in Park City. Zum Abschluss der Saison nahm sie in Lake Placid an einem America’s-Cup-Rennen teil, bei dem sie Dritte wurde. Für die Saison 2010/11 qualifizierte sich Gabryszak dank starker Leistungen in den vier Ausscheidungsrennen der USA – das letzte Rennen konnte sie für sich entscheiden – erstmals für den Skeleton-Weltcup. In Whistler auf der Olympiabahn der Vorsaison kam sie auf den 16. Platz.